# 시각학
시각학(vision science, 시각 과학)은 시각 지각에 대한 과학적 연구이다. 시각 과학 연구자는 시각 과학자(vision scientist)라고 불릴 수 있는데, 특히 그들의 연구가 과학의 여러 학문 분야 중 일부에 걸쳐 있는 경우 더욱 그렇다.

## 같이 보기
- 고정 (시각)
- 안정화된 상